# Lucrèce, fille des Borgia
Pour plus de détails, voir Fiche technique et Distribution.
Lucrèce, fille des Borgia (Lucrezia) est un film érotique austro-italien sorti en 1968, réalisé par Osvaldo Civirani.

## Synopsis
Lucrèce, fille illégitime du pape Borgia, est dans un couvent pour y expier ses péchés. Arrive au couvent Fabrizio Aldovrandi, un gentilhomme romain qui fuit devant les sbires de Valentino, c'est-à-dire César Borgia, le frère de Lucrezia. L'amour se noue entre Lucrèce et Fabrizio.

## Fiche technique
- Titre français : Lucrèce, fille des Borgia
- Titre original italien : Lucrezia ou Lucrezia Borgia, l'amante del diavolo[1]
- Titre allemand : Lucrezia Borgia, die Tochter des Papstes
- Réalisation : Osvaldo Civirani
- Scénario : Osvaldo Civirani, Jofré Durel, Wilhelm Sorger
- Genre : érotique[2], dramatique, historique
- Musique : Lallo Gori
- Production : Denwer Film, Dorer
- Photographie : Osvaldo Civirani
- Montage : Nella Nannuzzi
- Durée : 98 min
- Décors : Luigi Gervasi
- Costumes : Mario Giorsi
- Pays de production :  Italie,  Autriche
- Langue originale : italien
- Dates de sortie : 
  - Italie : 15 novembre 1968 (Milan)[3]
  - France : 6 octobre 1971[2]
- Censure :
  - Italie : interdit aux moins de 18 ans à la sortie[4]; interdiction levée en 1972[5].

## Distribution
- Olga Schoberová (sous le pseudo d'Olinka Berova) : Lucrèce Borgia
- Lou Castel : César Borgia
- Gianni Garko : Fabrizio Aldovrandi
- Nina Sandt : Giulia Farnese
- Giancarlo Del Duca : Giovanni Borgia
- Dada Gallotti : Bianca
- Franco Ressel : ambassadeur d'Aragon
- Giovanni Ivan Scratuglia : soldat de Frabrizio
- Leon Askin : Alexandre VI
- Ernesto Colli (it) : valet de l'ambassadeur
- Fedele Gentile (it) : cardinal
- Anna Maria Polani
- Luciano Doria (it)
- Rate Furlan (it)
- Cleofe Del Cile
- Paolo Herzl
- Lucia Righi